# Louis de Buade de Frontenac
Louis de Buade, Comte de Frontenac et de Palluau (22. května 1622, Saint-Germain-en-Laye – 28. listopadu 1698, Québec) byl v letech 1672–1682 a 1689–1698 generální guvernér Nové Francie. Jednalo se o osobnost, která výrazně ovlivnila podobu francouzské kolonizace Severní Ameriky, podílela se na obchodní expanzi kolonie, na obraně před útoky Angličanů a Irokézů a na ofenzivních akcích během prvního imperiálního konfliktu v oblasti. V 19. a začátkem 20. století byl mnohými historiky adorován, dnes je hodnocen podstatně střízlivěji a kritičtěji.

## Rané období

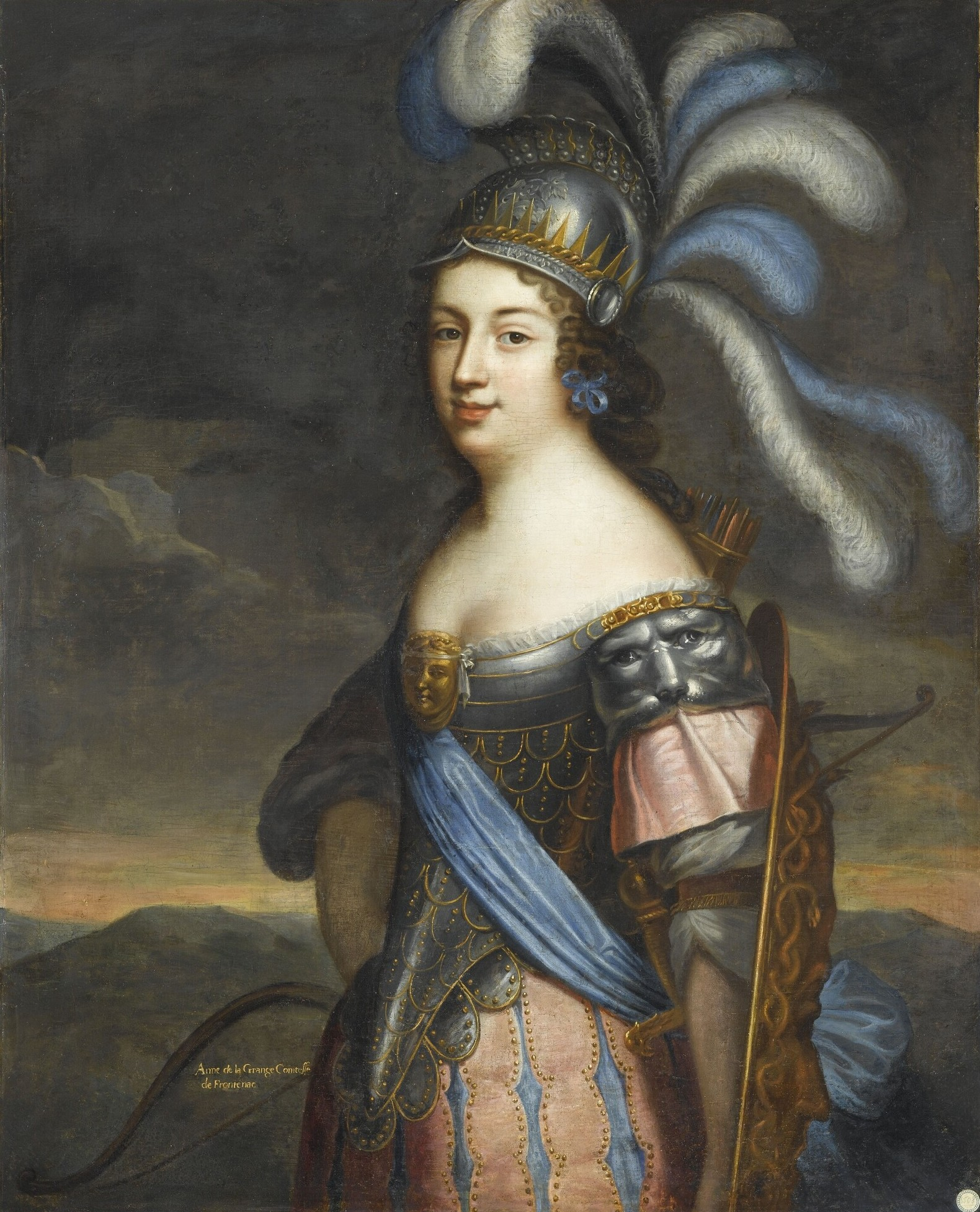
Portrét Frontenacovy manželky Anne de La Grange-Trianon

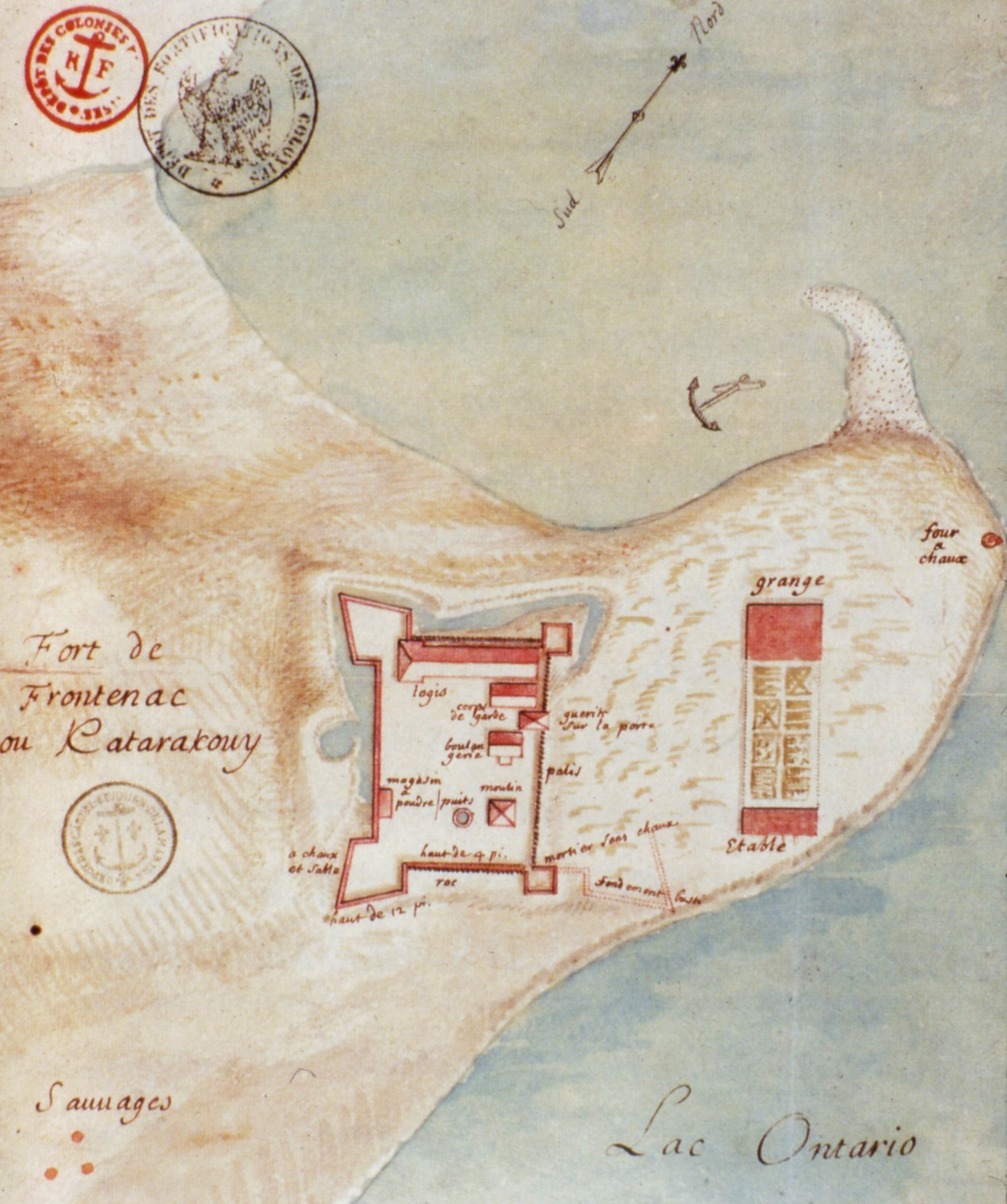
Fort Cataracoui alias Fort Frontenac. Pevnost na severním břehu jezera Ontario byla trnem oku nejen Irokézům, ale i mnohým obyvatelům Montrealu.

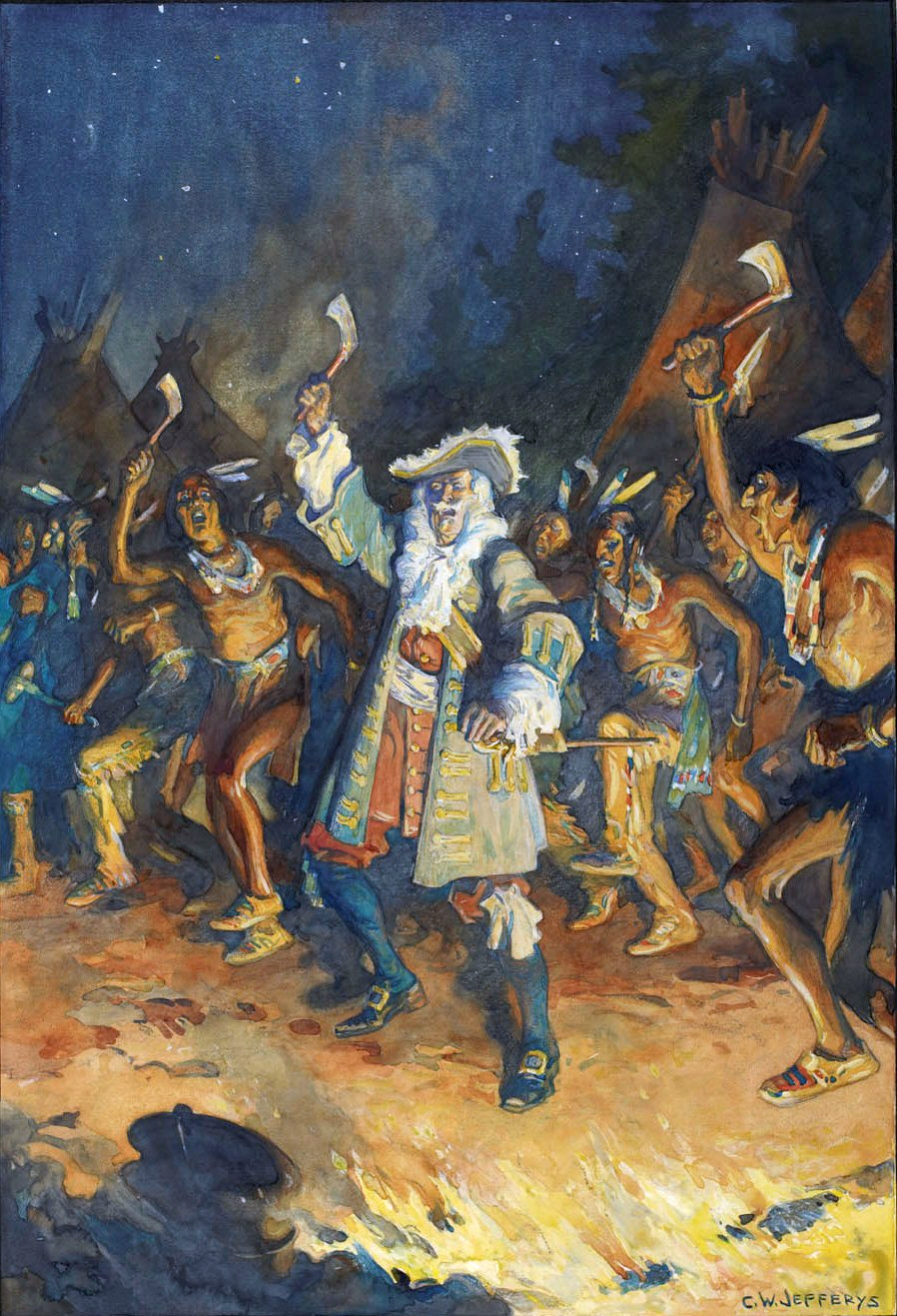
Frontenac tančí s Indiány. Francouzský guvernér byl domorodci velmi uznáván.

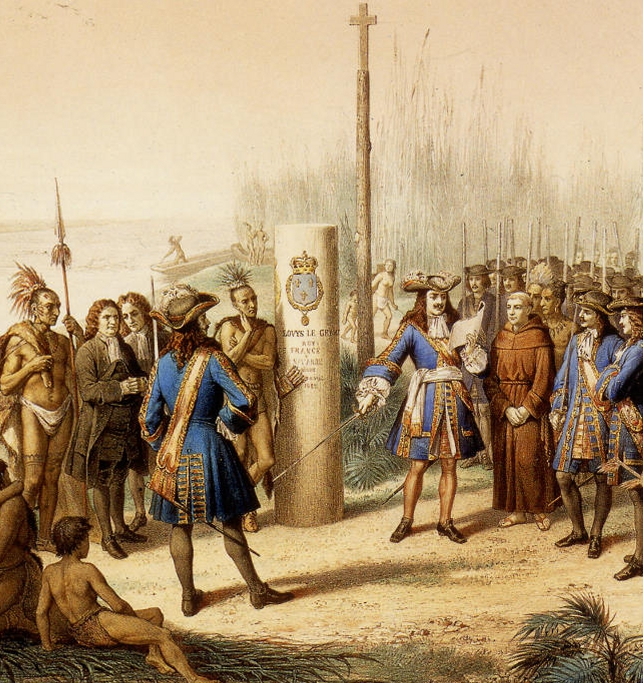
La Salle zabírá Louisianu jménem francouzského krále (1682). La Salle měl s Frontenacem velmi dobré vztahy.

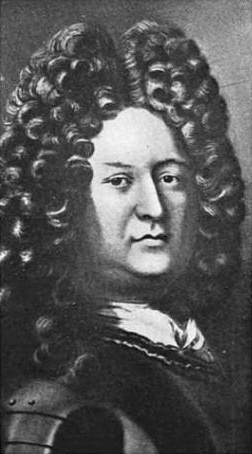
Jacques-René de Brisay de Denonville, v úřadu guvernéra Nové Francie působil v letech 1685–1689

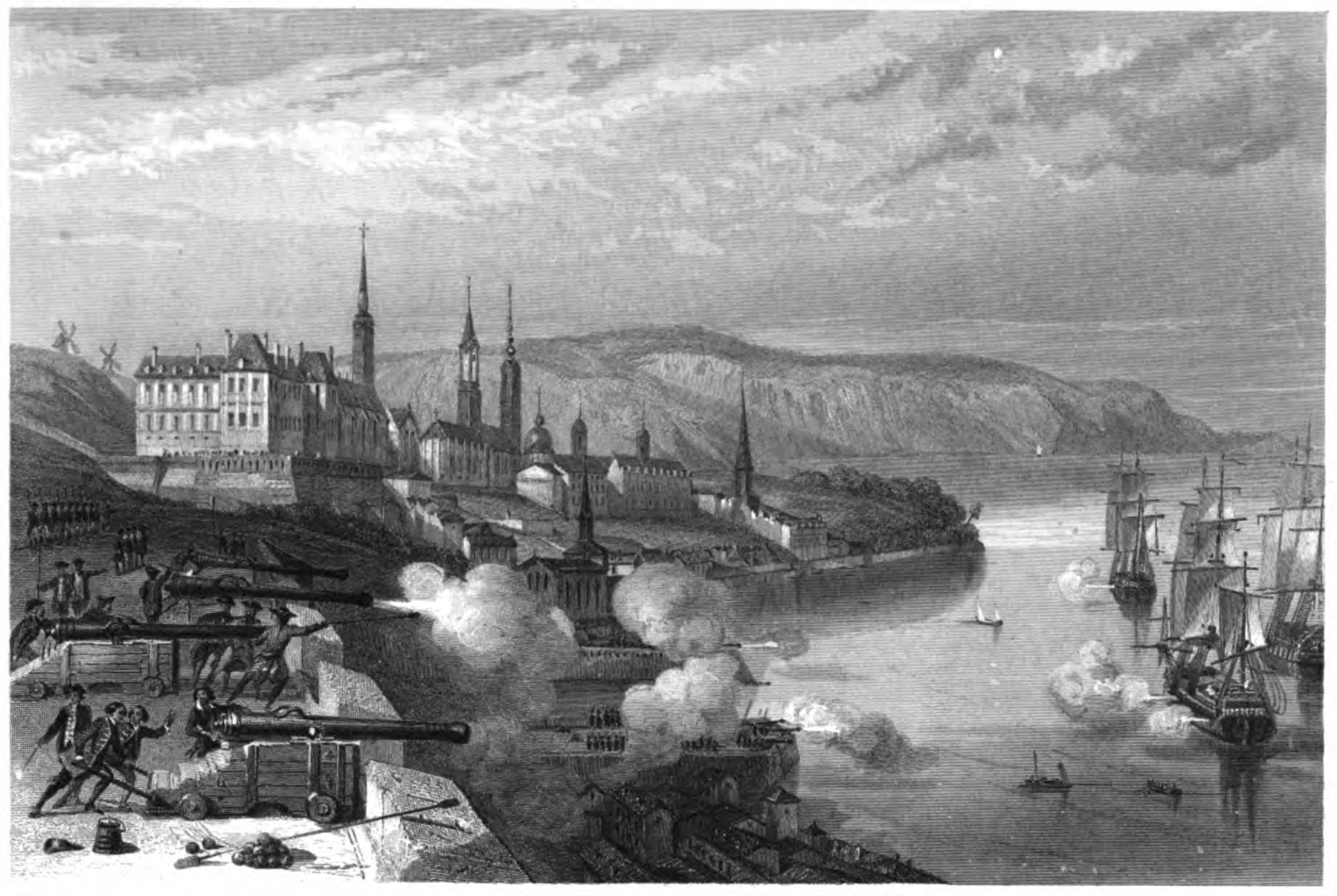
Obrana Quebecu před útokem Angličanů v roce 1690

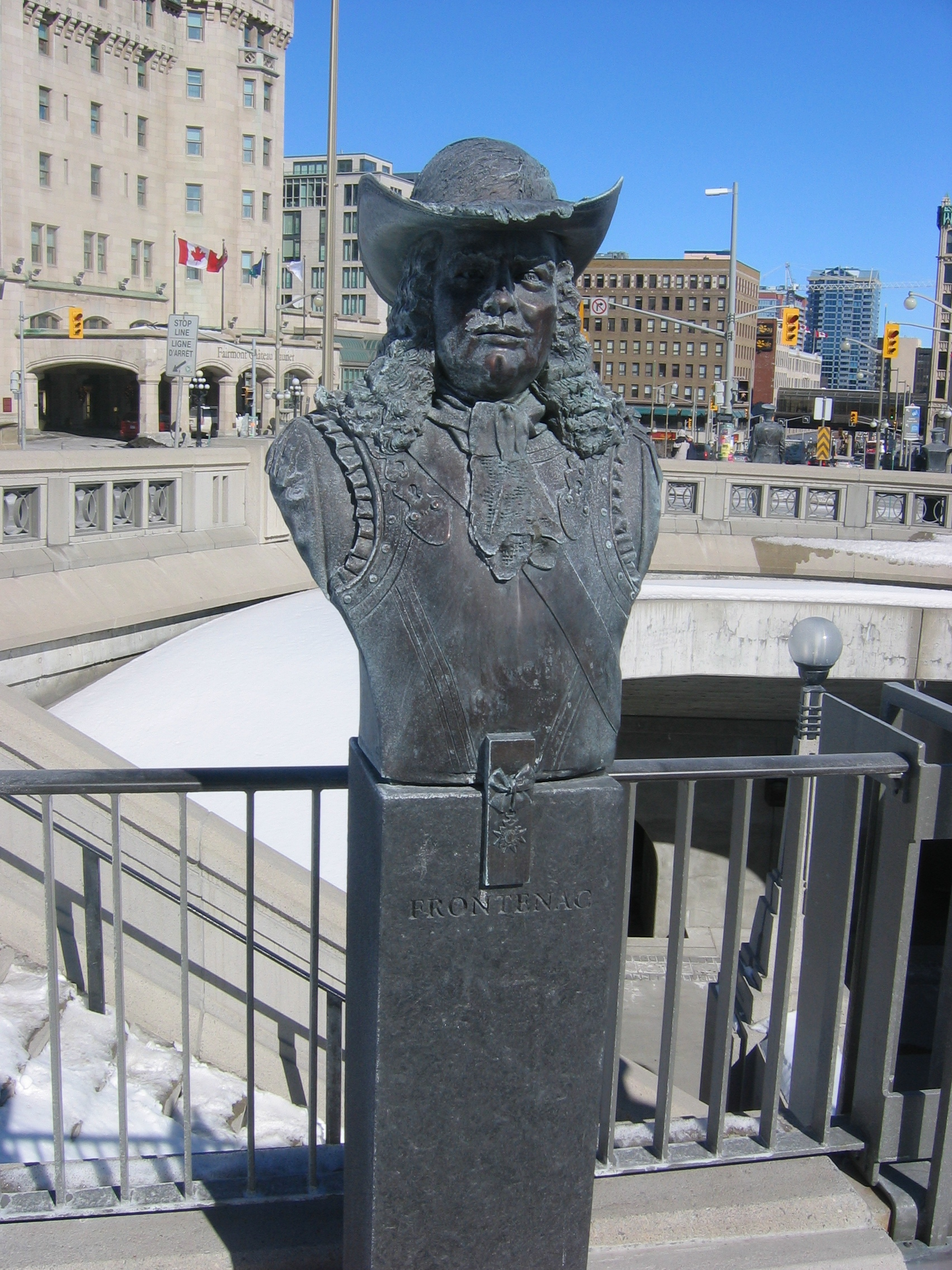
Frontenacova busta ve Valiants Memorial, Ottawa

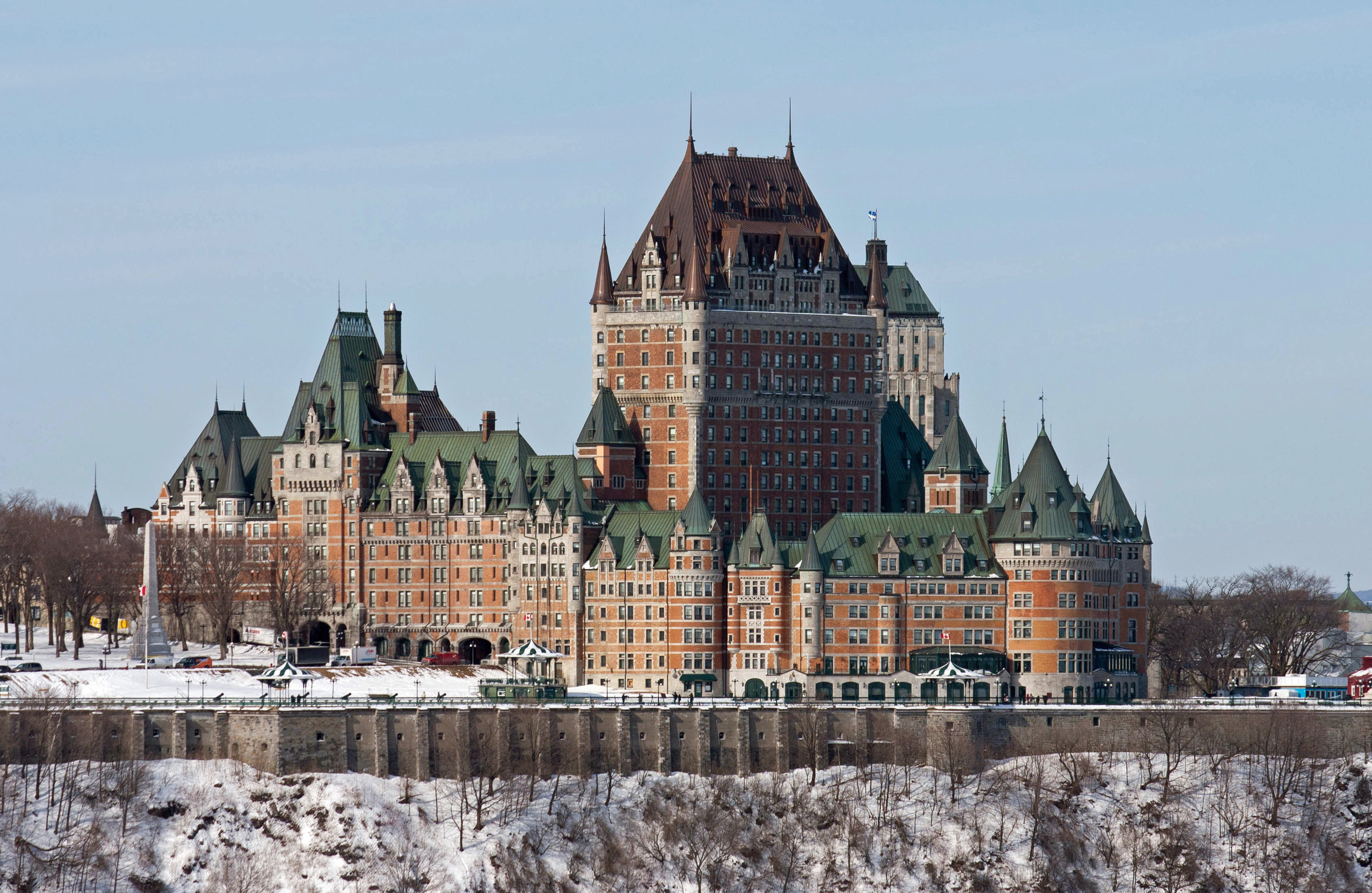
Château Frontenac – hotel postavený koncem 19. století

Louis de Buade, budoucí hrabě Frontenac, se narodil 22. května 1622 v Saint-Germain jako syn Henriho de Buade, hraběte de Frontenac a barona – později hraběte – de Palluau a Anne Phélypeaux de Pontchartrain. Přišel na svět jako pohrobek. 30. července 1623 byl pokřtěn, jeho kmotrem byl samotný král Ludvík XIII. Rodina Buade patřila ke staré francouzské šlechtě – děd i otec sloužili v armádě a jako pobočníci králů Jindřicha IV. a Ludvíka XIII.
Své vzdělání zřejmě získal na jezuitské koleji a velmi brzy začal sloužit v armádě. Zúčastnil se bojů třicetileté války a v roce 1643 získal hodnost plukovníka (maître de camp) v regimentu Normandie. V roce 1646 při obléhání Orbitella utržil trvalé zranění pravé ruky a následně obdržel hodnost maréchal de camp.
V roce 1648 se tajně oženil s Anne de La Grange. Její otec tomuto sňatku nepřál a následně svou dceru vydědil. Manželům se narodil syn François-Louis (1651-cca 1671), ale jednalo se o jejich jediné dítě. Některé zdroje uvádějí, že manželství nefungovalo a oba žili odděleně, ale šlo zřejmě o pomluvu. Buade de Frontenac nějakou dobu zastával blíže nespecifikované funkce u královského dvora a zároveň spravoval svůj šlechtický statek. Podobně jako mnoho dalších šlechticů se i on díky nákladnému životu začal topit v dluzích, které v roce 1664 přesahovaly 350 000 livrů. V roce 1669 byl vyslán jako člen francouzského (církevního) kontingentu pomoci Benátkám, odplul na Krétu, kde se měl podílet na válce proti Turkům, ale po neshodě s benátským velitelem Morosinim byl propuštěn.

## První funkční období

### Nový guvernér
Na jaře 1672 byl jmenován generálním guvernérem Nové Francie. Důvody pro toto královské rozhodnutí nejsou známy. Odměnou mu byl plat ve výši 24 000 livrů ročně a zároveň blokace nároků jeho věřitelů. Většinu tohoto platu poukazoval své ženě, která zůstala ve Francii a výrazně se zasazovala za svého manžela na královském dvoře. Frontenac doplul do kolonie začátkem podzimu roku 1672. Velmi záhy si začal nárokovat pravomoci, jež mu nepříslušely. Guvernér měl mít na starosti vojenské záležitosti a právo veta v záležitostech ostatních. Toto právo však bylo uplatňováno jen v extrémních případech. Justici, administrativu a ekonomiku měl mít na starosti intendant. Intendant Jean Talon opustil v listopadu kolonii a trvalo dosti dlouho, než Colbert – ministr odpovědný za kolonie – jmenoval nového. A tak jaksi mimochodem převzal intendantovy pravomoci a brzy se dostal do konfliktu s ostatními koloniálními představiteli a institucemi – s Conseil Souverain (v podstatě vláda kolonie), guvernérem Montrealu a některými vůdčími rodinami.

### Expanze na západ a konflikty v kolonii
Pokračoval v obchodní expanzi, kterou zahájil intendant Jean Talon. Podporoval zakládání pevnůstek a obchodních stanic daleko na západě v oblasti Velkých jezer. Jednal tak v rozporu s pokyny ministra Colberta, jehož záměrem bylo vytvořit v údolí řeky sv. Vavřince pevnou a kompaktní kolonii, předtím než dojde k eventuálnímu pronikání na západ. V 70. letech sice došlo k podstatnému vylepšení opevnění v Québecu, ale ostatní osady v údolí sv. Vavřince byly chráněny jen slabě nebo vůbec. V roce 1673 nechal založit pevnost na severním pobřeží jezera Ontario, kterou nazval Fort Cataracoui (častěji nazývána Fort Frontenac). Tento čin rozhněval velkou část obyvatel Montrealu, pro něž pevnost znamenala konkurenci v kožešinovém obchodě a zároveň místo, kde museli vesměs proti své vůli přes léto pomáhat při stavbě opevnění. Situace se postupně vyhrotila do té míry, že nechal uvěznit guvernéra Montrealu François-Marie Perrota a člena církve Abbé Fenelona. Celá záležitost se nakonec dostala ke králi Ludvíku XIV. a Colbertovi, kteří rozhodli v jeho neprospěch. Do Nové Francie zamířil konečně nový intendant Jacques Duchesneau, aby mj. rozmělnil guvernérovy pravomoci. Přesto v dalších letech pokračovaly konflikty mezi generálním guvernérem a dalšími představiteli kolonie a obě strany si stěžovaly a své činy obhajovaly pomocí dopisů u královského dvora.

### Indiáni a Angličané
V indiánských záležitostech zdědil pouze krátce trvající všeobecný mír. Francouzi uzavřeli v roce 1667 příměří s tradičními nepřáteli Irokézi a následně pracovali na obnově obchodních vazeb s jezerními kmeny, poškozenými irokézskými výboji. On sám se velmi sblížil s Cavelierem de La Salle, jemuž poskytoval všemožnou pomoc při rozšiřování francouzských obchodních aktivit. Tyto aktivity se však nelíbily Irokézům, kteří si v roce 1675 zajistili své jižní a východní křídlo (boje se Susquehannocky a novoanglickými Algonkiny) a poté obrátili svou pozornost na západ. S Indiány uměl obratně jednat a byl mezi náčelníky napříč různými kmeny oblíbený a uznávaný. To však nezabránilo tomu, aby vztahy s Irokézi znovu nepřerostly v napětí a následně v otevřené nepřátelství (1684), neboť ti si uvědomovali, že francouzská expanze není podložená skutečnou mocí.
V 70. letech 17. století se objevila na severu nová výzva. Angličané založili Hudson's Bay Company (Společnost Hudsonova zálivu). On však odmítl podnikat proti anglickým aktivitám jakékoliv akce – vztahy mezi Francií a Anglií byly zatím přátelské.

### Spory s církví
Měl výrazné spory s církevními představiteli kolonie (např. s biskupem Lavalem) a s jezuity. Hlavním problémem byl obchod s alkoholem. Církev byla ostře proti prodeji alkoholu domorodcům, neboť ti v opilosti páchali množství zločinů a celkově docházelo k rozkladu jejich společnosti. On sám naopak považoval alkohol za důležitý obchodní artikl v kožešinovém obchodě a nehodlal jeho prodej Indiánům jakkoliv omezovat. Svým postojem vůči církvi se shodoval s názory ministra Colberta, který byl antiklerikál a na jakékoliv církevní aktivity pohlížel krajně podezřívavě.

## Zpět ve Francii
V roce 1680 upozornil Colbert guvernéra, že si prakticky každý stěžuje na jeho „tyranii“ a v ten samý rok ho Ludvík XIV. napomenul slovy „(Nová Francie) riskuje úplné zničení, pokud nezměníte vaše vedení a zásady“. Roku 1681 byl opět varován, že jestliže nezmění své jednání, bude nutné ho odvolat. Frontenac na tato varování nedbal, dál vedl spory s kdekým významným v kolonii, nechal mj. uvěznit intendantova syna a jednoho z členů Conseil Souverain. Královi a Colberotvi definitivně došla trpělivost a v roce 1682 Frontenaca odvolali.
Ve Francii strávil Frontenac hodně času tím, aby přesvědčil ministra (v roce 1683 se po smrti Colberta novým ministrem pro kolonie stal jeho syn Jean-Baptiste Antoine Colbert, Marquis de Seignelay) a krále, že si zaslouží nové funkční období. Pomáhali mu v tom i jeho přátelé u dvora. Zdá se, že v té době konečně uspěli i jeho věřitelé a hrabě přišel o část svého majetku. Situace v Nové Francii se zatím nevyvíjela příliš dobře. Začala válka s Irokézi, jejímuž vypuknutí svou podporou západní expanze Frontenac rozhodně napomohl. Kolonie byla řídce zalidněná (cca 10 000 lidí v 80. letech 17. století) a zranitelná – osady byly rozptýlené, slabě opevněné, vojáků málo, samozásobitelská schopnost kolonie nepatrná. Guvernér Brisay de Denonville sice zorganizoval velkou výpravu proti Irokézům (1687), která však vojenskou sílu této indiánské konfederace výrazněji neoslabila.

## Druhé funkční období

### Situace v kolonii
V roce 1689 požádal Brisay de Denonville o odvolání a v dubnu téhož roku byl Frontenac znovu jmenován do funkce guvernéra Nové Francie. Pomohlo mu k tomu soustavné lobbování u dvora. V té době došlo k vypuknutí války mezi Francií a Anglií jako součást širšího konfliktu zvaného devítiletá válka. Do kolonie dorazil v říjnu 1689, dva měsíce poté, co Irokézové napadli osadu Lachine a de facto zahájili boje v rámci konfliktu, jež nese jméno válka krále Viléma. Situace nebyla dobrá, strach z dalšího útoku Indiánů paralyzoval okolí Montrealu.
Ve svém druhém funkčním období disponoval několika výhodami. Zaprvé měl značnou podporu u dvora, neboť po smrti markýze de Seignelay se ministrem pro kolonie stal jeho příbuzný Louis Phélypeaux de Pontchartrain. Navíc měl velmi schopné podřízené v kolonii, kteří byli vynikajícími organizátory a veliteli: Jean Bochart de Champigny (intendant), Louis-Hector de Callière (guvernér Montrealu a pozdější generální guvernér) a Philippe de Rigaud de Vaudreuil (velitel pravidelných jednotek).

### Útok na Angličany
Ve Francii a Nové Francii se dlouho zvažovalo, jak postupovat ve válce v Americe. Hlavní podporu měl velký útok na New York, který by ze hry vyřadil i Irokéze. Frontenac měl pro tyto Indiány určitou slabost a dlouho si myslel, že i díky svému vlivu, jenž určitě přecenil, se je podaří přetáhnout na francouzskou stranu. V tom se mýlil. Místo masivního útoku na obchodní centrum New Yorku – Albany – a Irokéze bylo nakonec rozhodnuto ve prospěch tří malých, spíše záškodnických přepadů, z nichž dva směřovaly na Novou Anglii. Podle historika Williama Ecclese šlo o velkou chybu, která mohla mít pro Novou Francii fatální následky. Tyto výpravy měly dva efekty: 1) zvedly morálku Francouzů, 2) sjednotily rozhádané anglické kolonie ke společnému postupu.

### Obrana Quebecu
Angličané plánovali simultánní útok na Montreal a Quebec, ale to jim nevyšlo. Přepad Montrealu skončil fiaskem a obojživelná operace vůči Quebecu se tak zpozdila, že zde Francouzi mohli soustředit veškeré své síly (3000 mužů). Když pak v říjnu 1690 připlulo loďstvo vedené Sirem Williamem Phipsem, mohl si Frontenac dovolit odmítnout anglický návrh kapitulace s hrdostí a pompou jemu vlastní: „Nemám jinou odpověď pro vašeho generála než ústy mých kanónů a mušket. Musí si zapamatovat, že si nemůže dovolit dávat takové požadavky muži jako jsem já. Ať předvede to nejlepší, co v něm je, totéž ukážu i já.“ Francouzi se nakonec bez větších problémů ubránili, ale bylo jasné, že kolonie je slabá. Frontenac urgoval u dvora velkou pomoc, s níž by provedl útok na Boston a New York, ale situace v Evropě takto masivní akci nedovolovala.

### Problém jménem Irokézové
Frontenac dlouho zkoušel získat irokézské spojenectví či alespoň neutralitu pomocí diplomacie. Výsledkem však bylo, že několik dalších let představovali tito bojovní Indiáni hrozbu pro kanadské hraniční osady. Guvernér přenechával při obraně faktické velení svým podřízeným a sám se zaměřil na rozšíření kožešinového obchodu v oblasti Velkých jezer. Jeho entuziasmus se vytrácel. V roce 1691 dokonce sondoval u svého příbuzného ministra Pontchartraina: „Dosáhl jsem věku...kdy vidím, jak ztrácím sílu: a tak post poněkud bezpečnější a klidnější než je guvernérství v Kanadě by se brzy hodil pro mé životní období.“ Až v roce 1693 nechal zorganizovat velkou výpravu vůči Mohawkům. Ta je sice velmi oslabila, ale irokézská konfederace stále odmítala mír s Francouzi. Konečně v roce 1696 došla guvernérovi Nové Francie trpělivost. Souhlasil s vysláním na koloniální poměry velké útočné armády (2150 mužů), která měla Irokéze definitivně vyřadit z bojů. Sám se postavil do jejího čela. Jelikož už byl poměrně starý (74 let), byl nesen v křesle, obklopen členy své domácnosti. Ačkoliv nominálně velitel výpravy, skutečnými výkonnými veliteli byli jeho podřízení Callière a Vaudreuil. Tato akce opět nedonutila Irokéze k nějaké větší bitvě, ale definitivně je přesvědčila, že mír s Francouzi je již potřeba.

### Smrt guvernéra
V únoru 1698 dorazila do Montrealu skupina newyorských Nizozemců a Indiánů a přinesla zprávu o uzavření míru v Evropě (Smlouva z Rijswijku). Anglické kolonie měly většinou informační předstih před francouzskými, především z důvodu častějšího a početnějšího lodního spojení. V květnu 1698 pak dorazil do Québecu anglo-nizozemský důstojník Peter Schuyler a přinesl přímo Frontenacovi kopie smlouvy. Došlo sice ještě ke krátké dopisové roztržce mezi Frontenacem a newyorským guvernérem Bellomontem ohledně Irokézů, ale bez dalších následků. Krátce nato Frontenac smrtelně onemocněl, sepsal poslední vůli, smířil se s intendantem a biskupem a 28.11. 1698 zemřel ve svém sídle Château Saint-Louis. Byl pohřben v kostele québeckých františkánů. Jeho žena ho ve Francii přežila o 9 let.

## Dědictví a hodnocení

### Hodnocení
Frontenac určitě byl výraznou postavou raných kanadských dějin. Musel mít značné kouzlo osobnosti (už jen proto, že měl 36 věřitelů) a především byl velmi sebevědomý a dokázal prosadit své názory a svou vůli. Na druhou stranu byl mocichtivý, hašteřivý, nesnášenlivý. Uměl zručně překrucovat skutečnost, neuznával argumenty jiných, snažil se ostatní přesvědčit o své pravdě často i za pomoci nečistých metod. Jeho zásluhy o rozvoj Nové Francie byly a stále jsou velmi zveličovány. Spousta publicistů mu připisuje udržení míru s Irokézi v letech 1672–1682 (ve skutečnosti i díky jeho akcím se vztahy s Irokézi postupně zhoršovaly), stavbu údajně důležité pevnosti Fort Frontenac (ve skutečnosti pevnost nehrála velkou roli ani v kožešinovém obchodě, ani při obraně Nové Francie), rozvoj kožešinového obchodu (z něhož mj. profitovalo množství jeho oblíbenců), podíl na velkých objevech severoamerického vnitrozemí (s objevitelem La Sallem měl vskutku nadstandardní vztahy), záchranu kolonie v letech 1689–1690 z marasmu nezdarů, ubránění Québecu před útokem Angličanů (který sám svými neuváženými expedicemi pomohl přivodit) a likvidaci irokézské hrozby v 90. letech 17. století (byl to právě on, kdo maximálně oddaloval masivní úder proti těmto Indiánům). Pokud se však ke všem těmto událostem přistoupí s kritickým odstupem, je zjevné, že guvernérovy zásluhy jsou daleko menší, než se může jevit.

### Dědictví
Po Frontenacovi je pojmenováno množství míst, věcí, klubů a institucí, zde jsou některé z nich:
- Le Château Frontenac, hotel v Québec City, Québec, Kanada (postaven koncem 19. století);
- Avenue Frontenac, v Shawinigan, Québec, Kanada;
- Rue Frontenac & Métro Frontenac, v Montréalu, Kanada;
- Frontenac Street, v Sudbury, Ontario, Kanada;
- Frontenac County, okrsek v Ontariu, Kanada;
- Frontenac, Missouri, předměstí St. Louis, USA;
- Frontenacova růže;
- The Kingston Frontenacs tým z Ontario Hockey League;
- Frontenac School and Frontenac Park ve Windsor Park u Winnipegu, Manitoba, Kanada.

### Legenda
Pro mnohé Kanaďany a lidi, které zajímá historie Nové Francie, je Frontenac stále legendou. Jak k tomu mohlo dojít, osvětluje kanadský historik William Eccles, autor, který život tohoto muže detailně zmapoval:
„Až doposud (1959) byly napsány jen dvě studie Frontenaca a jeho doby, vycházející z originálních pramenů. První od amerického historika Francise Parkmana (Count Frontenac and New France under Louis XIV, 1877), druhá od Francouze Henri Lorina (Le comte de Frontenac, 1895), která je spíše chvalozpěvem než kritickou historickou studií. Jejich, spíše tedy Parkmanova, charakteristika Frontenaca byla bez připomínek přijímána většinou historiků a spisovatelů. Naneštěstí ani Parkman ani Lorin nepřistupovali k pramenům příliš kriticky. Frontenac byl plodný a nadaný pisatel; posílal velmi dlouhé zprávy o tom, co se stalo v Nové Francii své ženě, která tyto spisy nechala kolovat po královském dvoře. Tyto každoroční deníky, dlouhé až 90 stran, byly psány tak, aby přispěly ke guvernérově větší slávě; každý úspěch...byl opěvován, každý nezdar bagatelizován či alespoň minimalizován... Když jsou ale Frontenacovy zprávy pečlivě konfrontovány se všemi dostupnými prameny, nesrovnalosti, polopravdy, vypočítavá opomenutí a zkreslení se stávají velmi zjevnými. Bohužel většina autorů novějších biografií Frontenaca... upřednostňovala raději parafrázovat Parkmana, než kriticky zhodnotit původní dokumenty. A tak legenda jménem Frontenac opakováním starých chyb a častěji i vytvářením nových, přetrvává dál.“
Sám Eccles napsal v roce 1959 vysoce kritickou a střízlivou biografii Frontenaca (Frontenac: The Courtier Governor), která vychází z velkého množství archivních i vydaných pramenů. V ní se pokusil zbořit staré mýty a legendu zbavit jeho glorioly.